# Masiste
Masiste (greco Μασίστης, Masistês; ... – 478 a.C. circa) è stato un principe persiano della dinastia achemenide, figlio del re Dario I e della regina Atossa, fratello del re Serse.
Partecipò alla spedizione di Serse contro la Grecia, al comando dei soldati della Battria di cui era satrapo. Dopo la spedizione si scontrò con suo fratello Serse, e dopo che sua moglie fu mutilata e uccisa per ordine della regina Amestri, cercò di sollevare la Battriana contro il re, ma intercettato dai soldati mentre cercava di raggiungerla venne ucciso.